# Rastodens puerilis
Rastodens puerilis är en snäckart som beskrevs av Winston F. Ponder 1966. Rastodens puerilis ingår i släktet Rastodens och familjen Rastodentidae. Inga underarter finns listade i Catalogue of Life.